# Eleições nos Estados Unidos em 2024
As eleições de 2024 nos Estados Unidos foram realizadas na terça-feira, 5 de novembro de 2024. A eleição presidencial terminou com a vitória de Donald Trump e do vice JD Vance. Além disso, todos os 435 assentos na Câmara dos Representantes dos Estados Unidos e 33 dos 100 assentos no Senado dos Estados Unidos foram contestados para determinar a composição do 119º Congresso dos Estados Unidos. Treze governos estaduais e territoriais também foram contestadas. A próxima eleição presidencial será a Eleição presidencial nos Estados Unidos em 2028.

## Eleições federais

### Eleição presidencial
A eleição presidencial dos Estados Unidos em 2024 será a 60ª quadrienal eleição presidencial dos EUA. A atual distribuição de votos eleitorais foi determinada pelo censo de 2020. Os eleitores presidenciais que elegerão o Presidente e o Vice-Presidente dos Estados Unidos serão escolhidos; uma maioria simples (270) dos 538 votos eleitorais é necessária para ganhar a eleição. O presidente Joe Biden será elegível para um segundo mandato e indicou que planeja fazê-lo. Em novembro de 2022, o ex-presidente Donald Trump anunciou sua candidatura nas eleições presidenciais de 2024. Outros candidatos que participaram das primárias presidenciais do Partido Republicano em 2024 incluem o ex-governador da Carolina do Sul e ex-embaixador dos EUA na ONU Nikki Haley e o atual governador da Flórida Ron DeSantis, que desde então suspendeu sua campanha. O primeiro debate presidencial republicano foi realizado em 23 de agosto de 2023, e a primeira disputa primária foram as convenções presidenciais republicanas de Iowa de 2024, que foram realizadas em 15 de janeiro de 2024.

### Eleições para o Congresso

#### Eleições para o Senado
Todos os assentos na Classe I do Senado estarão em disputa. Além disso, eleições especiais podem ser realizadas para preencher vagas nas outras duas classes do Senado.

#### Eleições da Câmara dos Deputados
Todos os 435 assentos votantes na Câmara dos Representantes dos Estados Unidos estarão em disputa. Além disso, serão realizadas eleições para selecionar o delegado do Distrito de Columbia, bem como os delegados de todos os cinco territórios dos EUA, incluindo o Comissário Residente de Porto Rico.

## Eleições estaduais

### Eleições para governador
As eleições serão realizadas para os governos de onze dos cinquenta estados dos EUA e dois territórios dos EUA . Eleições especiais podem ser realizadas para vagas nos outros estados e territórios, se exigido pelas respectivas constituições estaduais/territoriais.

## Eleições locais

### Eleições para prefeito
Várias grandes cidades realizarão eleições para prefeito em 2024.

#### Titulares elegíveis
- Baltimore, Maryland: O atual democrata Brandon Scott é elegível para a reeleição.
- Corpus Christi: A democrata Paulette Guajardo é elegível para a reeleição.
- El Paso, Texas: O democrata em exercício Oscar Leeser é elegível para a reeleição.
- Fresno, Califórnia: O republicano Jerry Dyer é elegível para a reeleição.
- Condado de Miami-Dade, Flórida: A democrata em exercício Daniella Levine Cava é elegível para reeleição.
- Milwaukee, Wisconsin: O atual democrata Cavalier Johnson é elegível para a reeleição.
- Honolulu, Havaí: O Titular Independente Rick Blangiardi é elegível para reeleição.
- Phoenix, Arizona: A democrata Kate Gallego é elegível para a reeleição.
- Portland, Oregon: O atual democrata Ted Wheeler é elegível para a reeleição.
- Salt Lake County, Utah: A democrata em exercício Jenny Wilson é elegível para a reeleição.
- San Diego, Califórnia: O atual democrata Todd Gloria é elegível para a reeleição.
- Stockton, Califórnia: O republicano Kevin Lincoln é elegível para a reeleição.

#### Titulares inelegíveis ou aposentados
- Las Vegas, Nevada: Carolyn Goodman, independente em exercício, não é elegível para concorrer à reeleição devido aos limites de mandato.
- Richmond, Virgínia: O atual democrata Levar Stoney não é elegível para concorrer à reeleição devido ao limite de mandatos.